# Ministerium für Inneres und Verwaltung
Das Ministerium für Inneres und Verwaltung (polnisch Ministerstwo Spraw Wewnętrznych i Administracji, abgekürzt MSWiA) ist eine oberste Behörde der Republik Polen, welche im Jahre 2015 gegründet wurde und für drei Ressorts zuständig ist: öffentliche Verwaltung, innere Angelegenheiten, nationale und ethnische Minderheiten. Das Ministerium existierte unter diesem Namen ebenfalls im Zeitraum von 1997 bis 2011.

## Geschichte
Die Minister für Inneres und Verwaltung leiteten in der Vergangenheit folgende Bereiche der Regierungsverwaltung:
- 1999–2000: öffentliche Verwaltung, Architektur, Bauwesen, innere Angelegenheiten, Religionszugehörigkeit
- 2000–2005: öffentliche Verwaltung, innere Angelegenheiten, Religionszugehörigkeit
- 2005: öffentliche Verwaltung, innere Angelegenheiten, Religionszugehörigkeit sowie nationale und ethnische Minderheiten
- seit 2005: öffentliche Verwaltung, Informatisierung, innere Angelegenheiten Religionszugehörigkeit sowie nationale und ethnische Minderheiten

Das Ministerium wurde am 21. November 2011 mit Inkrafttreten am 18. November des gleichen Jahres abgeschafft. Die Bereiche Verwaltung, Informatisierung, wie auch Religionszugehörigkeit sowie  nationale und ethnische Minderheiten wurden dem damaligen Ministerium für Verwaltung und Digitalisierung übertragen. Mit dem 20. November 2015 wurde die Verordnung rückgängig gemacht. Diese wurde am 24. November 2015 (mit Rückwirkung bis zum 16. November 2015) mit der Veröffentlichung rechtskräftig.